# Championnat de Nouvelle-Zélande de basket-ball
La New Zealand National Basketball League est la ligue semi-professionnelle masculine de basket-ball de plus haut niveau en Nouvelle-Zélande. Elle est basée, comme dans beaucoup de ligues anglo-saxonnes, sur le principe d'équipes franchisées.
En 1981, un groupe de clubs et d'équipes provinciales se sont réunis pour créer une ligue nationale masculine de basketball. L'année suivante, la ligue est placée sous la direction de la Fédération néo-zélandaise de basketball. La ligue a rapidement grandi en taille et en popularité en raison de l'afflux de sponsors et de joueurs importés américains. Le début des années 1990 a vu la fortune du basket néo-zélandais s'amenuiser, avec une couverture télévisée, des commandites et un nombre de spectateurs réduits. La popularité du sport a augmenté dans les années 2000 avec le succès de Tall Blacks et l'introduction des New Zealand Breakers dans la Australian NBL.
Au début, Auckland, Canterbury et Wellington étaient les équipes de référence de la ligue. Au cours des années 1990, Auckland et Nelson étaient les équipes à battre, avant que Waikato ne rejoigne Auckland en tant qu'équipe dominante pendant les années 2000. Au cours des années 2010, Wellington et Southland sont devenues les meilleures équipes de la ligue.

## Historique
Les années 1980 ont marqué le début d'une période de croissance et de popularité exceptionnelles pour le basket-ball en Nouvelle-Zélande. À la fin de 1981, six équipes masculines - un mélange d'équipes représentatives du club et de la province - sont sorties seules et ont créé une première ligue nationale. C'était un succès suffisant pour passer sous le contrôle de la Fédération néo-zélandaise de basket-ball l'année suivante, quand elle s'est agrandie et a obtenu un sponsor de nomination. Une allocation de deux joueurs importés (invariablement des Américains ayant une expérience de basket-ball universitaire) par équipe et le fait que les matchs aient lieu le soir à l'intérieur ont contribué à transformer la ligue en une nouvelle option de divertissement familial. Les spectateurs ont rempli les gymnases et la couverture médiatique a atteint des niveaux sans précédent. Le début des années 1990 a eu des fortunes décroissantes pour le basket-ball néo-zélandais et de nombreuses équipes de la NBL, avec une couverture télévisée, des commandites et un nombre de foule réduits. Avec le succès des Tall Blacks au Championnat du Monde FIBA 2002 et l'introduction des New Zealand Breakers dans la NBL australienne en 2003, le basket-ball en Nouvelle-Zélande a de nouveau gagné en popularité.
Le nombre d'équipes chaque saison a constamment changé depuis la création de la ligue, avec de nombreuses promotions et relégations entre la première division et la deuxième division au cours des années 1980 et 1990, ainsi que de nombreux retraits pour des raisons financières. La ligue a commencé avec 8 équipes en 1982, puis a culminé à 13 équipes en 1995, avant de chuter à 7 en 2016. En 2019, les Southern Huskies de Tasmanie sont devenus la première équipe australienne à rejoindre une compétition néo-zélandaise. La ligue est revenue à 7 équipes en 2020 après un format révisé à petite échelle en raison de la pandémie de coronavirus

## Les franchises actuelles
| Équipe            | Ville            | Région               | Salle                            | Capacité | Couleurs | Debut | Entraîneur       |
| ----------------- | ---------------- | -------------------- | -------------------------------- | -------- | -------- | ----- | ---------------- |
| Auckland Tuatara  | Auckland         | Région d'Auckland    | Eventfinda Stadium               | 4,179    |          | 2019  | Cameron Gliddon  |
| Canterbury Rams   | Christchurch     | Région de Canterbury | Cowles Stadium                   | 2,300    |          | 1982  | Quinn Clinton    |
| Franklin Bulls    | Pukekohe         | Région d'Auckland    | Franklin Pool and Leisure Centre | 1,100    |          | 2020  | Sebastian Gleim  |
| Hawke's Bay Hawks | Napier           | Hawke's Bay          | Pettigrew Green Arena            | 2,500    |          | 1983  | Sam Gruggen      |
| Manawatu Jets     | Palmerston North | Manawatū-Whanganui   | Central Energy Trust Arena       | 2,000    |          | 1982  | Tony Webster     |
| Nelson Giants     | Nelson           | Nelson               | Trafalgar Centre                 | 2,460    |          | 1982  | Michael Fitchett |
| Otago Nuggets     | Dunedin          | Otago                | Edgar Centre                     | 2,880    |          | 1990  | Mike Kelly       |
| Southland Sharks  | Invercargill     | Région de Southland  | Stadium Southland                | 4,019    |          | 2010  | Jonathan Yim     |
| Taranaki Airs     | New Plymouth     | Taranaki             | TSB Stadium                      | 4,560    |          | 1985  | Sam Mackinnon    |
| Tauranga Whai     | Tauranga         | Bay of Plenty        | Mercury Baypark                  |          |          | 2024  | Matt Lacey       |
| Wellington Saints | Wellington       | Région de Wellington | TSB Bank Arena                   | 4,002    |          | 1983  | Aaron Young      |

## Les anciennes franchises
- Auckland Pirates (2011-2012)
- Auckland Stars (1982-2009)
- Centrals (1982-1985)
- Christchurch Cougars (2008-2011)
- Harbour Heat (1986-2012)
- Hutt Valley Lakers (1990-1996)
- Northland Suns (1995-1998)
- Ponsonby
- Porirua
- Super City Rangers (1990-2019)
- Waikato Pistons (1982-2014)
- Waitemata Dolphins (1982-1989)

## Palmarès
- 1982 : Auckland Rebels
- 1983 : Auckland Rebels
- 1984 : Wellington Saints
- 1985 : Wellington Saints
- 1986 : Canterbury Rams
- 1987 : Wellington Saints
- 1988 : Wellington Saints
- 1989 : Canterbury Rams
- 1990 : Canterbury Rams
- 1991 : Hutt Valley Lakers
- 1992 : Canterbury Rams
- 1993 : Hutt Valley Lakers
- 1994 : Nelson Giants
- 1995 : Auckland Rebels
- 1996 : Auckland Rebels
- 1997 : Auckland Rebels
- 1998 : Nelson Giants
- 1999 : Auckland Rebels
- 2000 : Auckland Rebels
- 2001 : Waikato Titans
- 2002 : Waikato Titans
- 2003 : Wellington Saints
- 2004 : Auckland Stars
- 2005 : Auckland Stars
- 2006 : Hawkes Bay Hawks
- 2007 : Nelson Giants
- 2008 : Waikato Pistons
- 2009 : Waikato Pistons
- 2010 : Wellington Saints
- 2011 : Wellington Saints
- 2012 : Auckland Pirates
- 2013 : Southland Sharks
- 2014 : Wellington Saints
- 2015 : Southland Sharks
- 2016 : Wellington Saints
- 2017 : Wellington Saints
- 2018 : Southland Sharks
- 2019 : Wellington Saints
- 2020 : Otago Nuggets
- 2021 : Wellington Saints
- 2022 : Otago Nuggets
- 2023 : Canterbury Rams
- 2024 : Canterbury Rams

### Liste des champions
| Équipes            | Titres | Finaliste | Total | finales gagnées                                                        | finales perdues                                |
| ------------------ | ------ | --------- | ----- | ---------------------------------------------------------------------- | ---------------------------------------------- |
| Wellington Saints  | 12     | 8         | 20    | 1984, 1985, 1987, 1988, 2003, 2010, 2011, 2014, 2016, 2017, 2019, 2021 | 1983, 1986, 1991, 2001, 2008, 2012, 2015, 2018 |
| Auckland Stars     | 9      | 4         | 13    | 1982, 1983, 1995, 1996, 1997, 1999, 2000, 2004, 2005                   | 1984, 1985, 1989, 2006                         |
| Canterbury Rams    | 6      | 4         | 10    | 1986, 1989, 1990, 1992, 2023, 2024                                     | 1987, 1993, 1994, 1999                         |
| Waikato Pistons    | 4      | 2         | 6     | 2001, 2002, 2008, 2009                                                 | 2003, 2010                                     |
| Nelson Giants      | 3      | 8         | 11    | 1994, 1998, 2007                                                       | 1990, 1996, 1997, 2000, 2002, 2004, 2009, 2013 |
| Southland Sharks   | 3      | 1         | 4     | 2013, 2015, 2018                                                       | 2017                                           |
| Hutt Valley Lakers | 2      | 0         | 2     | 1991, 1993                                                             |                                                |
| Otago Nuggets      | 2      | 0         | 2     | 2020, 2022                                                             |                                                |
| Hawkes Bay Hawks   | 1      | 7         | 8     | 2006                                                                   | 1995, 2005, 2007, 2011, 2014, 2019, 2021       |
| Auckland Pirates   | 1      | 0         | 1     | 2012                                                                   |                                                |
| Harbour Heat       | 0      | 2         | 2     |                                                                        | 1988, 1998                                     |
| Manawatu Jets      | 0      | 2         | 2     |                                                                        | 1992, 2020                                     |
| Auckland Tuatara   | 0      | 3         | 3     |                                                                        | 2022, 2023, 2024                               |
| Waitemata Dolphins | 0      | 1         | 1     |                                                                        | 1982                                           |
| Super City Rangers | 0      | 1         | 1     |                                                                        | 2016                                           |

## Règles d'égibilité de la ligue
Il existe deux catégories de joueurs dans la NZNBL:
- Joueur non restreint - joueurs éligibles pour jouer pour la Nouvelle-Zélande dans les compétitions FIBA
- Joueur restreint - un joueur qui n'est pas éligible pour jouer pour la Nouvelle-Zélande

Basketball New Zealand estime que la NZNBL fait partie intégrante du parcours des joueurs néo-zélandais, où les grands noirs et les grands noirs potentiels peuvent jouer et se développer en tant que joueurs. Pour cette raison, il est prévu que les équipes de la NZNBL aient une majorité de joueurs capables de représenter la Nouvelle-Zélande.

## Détails de diffusion
En mars 2016, Basketball New Zealand, la NZNBL et New Zealand Media and Entertainment (NZME) ont annoncé que deux matchs hebdomadaires de la NBL seront diffusés en direct gratuitement sur «NZHerald.co.nz» tout au long de la saison 2016. En décembre 2016, NZME a uni ses forces avec Basketball New Zealand et Maori Television dans un nouveau partenariat médiatique pour la saison 2017. NZME a annoncé qu'il continuerait de s'appuyer sur le succès de la diffusion en direct de 2016 en 2017 avec au moins deux matchs par semaine à diffuser en direct sur NZHerald.co.nz , ainsi que sur tous les matchs du week-end du Final Four. De plus, Maori Television a diffusé gratuitement une couverture en direct d'un match de la NBL tous les dimanches à 15 h et a assuré une couverture en direct du week-end des Final Four. La télévision maorie a également diffusé une couverture différée d'un deuxième match chaque semaine un samedi après-midi de la saison.
En novembre 2019, la ligue a annoncé qu'en 2020, les 75 matchs seraient diffusés par Sky Sport, marquant la première fois en quatre décennies d'histoire de la ligue que chaque match serait mis à la disposition de téléspectateurs à travers le pays.

## Awards

### récompenses Actuelles
- Meilleur joueur de la saison régulière
- Meilleur joueur de la finale
- Coach de l'année
- Meilleur défenseur
- meilleur jeune joueur
- les 5 meilleurs joueurs de la saison

### Anciennes récompenses
- Meilleur joueur néo-zélandais
- Meilleur meneur/arrière
- Meilleur meneur/arrière néo-zélandais
- Meilleur Allier/Allier fort
- Meilleur Allier/Pivot néo-zélandais
- Meilleur marqueur
- Meilleur rebondeur
- Meilleur passeur
- Meilleure équipe au lancer-francs

## Les joueurs célèbres ou marquants de la ligue
- Pero Cameron